# ویچیراکان خادپو
ویچیراکان خادپو (تایلندی: วิชัย ราชานนท์؛ زادهٔ ۳ مارس ۱۹۶۸) بوکسور اهل تایلند است.